# 石橋良太
石橋 良太（いしばし りょうた、1991年6月6日 - ）は、大阪府堺市堺区出身の元プロ野球選手（投手、右投左打）。

## 経歴

### プロ入り前
堺市立榎小学校では小学1年から長曽根ストロングスで投手として野球を始め、5、6年時に全国優勝。三国丘中学校では浜寺ボーイズに所属して遊撃手兼投手として2、3年時には全国大会に出場した。当初は地元のPL学園に憧れを抱いていたが、第84回全国高等学校野球選手権大会を制した明徳義塾高校の姿を見て進学を決めた。2学年後輩には明徳義塾高校、楽天でも一緒にプレーすることになる北川倫太郎がいる。
明徳義塾高校進学後、1年の秋から二塁手のレギュラーとして活躍。第80回選抜高等学校野球大会に出場し、2回戦の中京大中京高校戦ではサヨナラ適時打を放った。3回戦では優勝した沖縄尚学高校に1-3と敗れた。2年の秋からエースとして、チームを引っ張り、3年の春は四国大会優勝を果たした。夏の高知大会は3季連続決勝で高知高校と当たり、公文克彦-木下拓哉のバッテリーと投げ合ったが2-3で敗れた。2学年先輩には伊藤光がいる。
拓殖大学進学後、1年春から投手兼内野手でリーグ戦に出場していたが、打率は1割に低迷し、投手としては1年秋に東都二部リーグで防御率トップの1.57を記録したことで投手に専念する。2年秋と3年秋は防御率リーグトップを記録し、2年の秋は二部リーグ48季ぶりの優勝に貢献した。4年春は右肘を痛め、リーグ戦登板はなかった。4年の秋は一部リーグで4勝を記録した。
Honda入社後、1年目から主力として活躍。2014年の第67回JABA九州大会では優勝を果たし、MVPに選ばれた。第85回都市対抗野球大会ではリリーフ、第40回社会人野球日本選手権大会では先発で活躍した。2年目は第86回都市対抗野球大会では三菱重工名古屋戦で8回1失点の好投。第41回社会人野球日本選手権大会では初戦のパナソニック戦では近藤大亮と投げ合い、8回途中1失点の好投で勝利すると、準々決勝の日立製作所戦では完封勝利を記録した。決勝では第86回都市対抗野球大会で優勝を果たした、日本生命と対戦し、8回まで1失点の好投を見せていたものの、1点リードの9回に打たれサヨナラ負けを喫したが、これまでの活躍を評し、敢闘賞を受賞した。
2015年10月22日に行われたプロ野球ドラフト会議で、東北楽天ゴールデンイーグルスに5位指名を受け、契約金4000万円、年俸1000万円で合意、入団した。背番号は28。同年は、同じHondaから、阿部寿樹が中日ドラゴンズから5位指名を、仲尾次オスカルが広島東洋カープから6位指名を受けた。

### 楽天時代
2016年は中継ぎとして開幕一軍入りを果たし、3月26日の福岡ソフトバンクホークス戦でプロ初登板を果たした。しかしその後は一軍と二軍を行き来して4度の登録抹消を経験。1年目は一軍で6試合に登板するも防御率13.50と打ち込まれた。
2017年は一軍登板が無く、二軍でも13試合の登板で防御率6.14と振るわず、10月28日に戦力外通告を受けた。11月17日に育成選手として再契約、背番号が028に変更されることが発表された。
2018年は二軍で結果を残し、7月27日に支配下選手として登録され、背番号が94に変更となった。シーズン最終戦となった10月13日に一軍登録されたが登板は無く、この年も一軍登板なしでシーズンを終えた。二軍では24試合に登板し、83回2/3を投げて防御率2.58を記録した。
2019年は中継ぎとして3年ぶりに開幕を一軍で迎えると、3月29日の開幕戦の千葉ロッテマリーンズ戦で3年ぶりの一軍登板を果たした。しかし、ブランドン・レアードに逆転3点本塁打を打たれ敗戦投手となった。2日後の同カードでは大乱調の先発藤平尚真の後を受け、3回裏一死二塁から登板。2回2/3を1安打無失点と好救援を見せ、プロ初勝利を挙げた。その後先発陣に故障者が続出し、5月5日の埼玉西武ライオンズ戦でプロ初先発。4回2失点で敗戦投手となったが、首脳陣はその投球を評価し2度目の先発機会を示唆。5月11日のオリックス・バファローズ戦で2度目の先発登板、6回途中1失点と好投すると先発へ完全転向し、4度目の先発登板となった5月26日のオリックス戦でプロ初の先発勝利を挙げた。シーズン終盤まで先発ローテーションを守り、28試合（19先発）に登板して8勝7敗・防御率3.82、投球回はチーム2位の127回1/3を記録した。オフの10月29日には翌年からの背番号が60に変更となることが発表され、11月20日には1900万円増となる推定年俸2600万円で契約を更改した。
2020年は自身初となる開幕ローテーション入りを果たしたが、開幕6先発で防御率7.71と振るわず7月30日に登録抹消。9月11日に一軍へ再昇格し、シーズン終盤まで先発ローテーションで投げ続けたが、この年は13試合全てに先発して1勝6敗・防御率6.11という成績に終わり、オフに600万円減となる推定年俸2000万円で契約を更改した。
2021年は涌井秀章・田中将大・岸孝之・則本昂大と実績のある投手に加え、ドラフト1位ルーキー早川隆久と早々に5名が開幕ローテーションに当確していた中で6枠目を狙っていたが、瀧中瞭太がその枠を勝ち取ると3月末に右脹脛の肉離れを発症し、約1か月リハビリ期間が続いた。8月29日のロッテ戦でようやくシーズン初先発を果たし、6回2安打無失点と好投したが勝敗は付かず、9月12日のロッテ戦に先発して3回5安打3失点で降板すると翌13日に登録を抹消され、そのまま二軍でシーズンを終え、この年は3試合の先発登板で0勝1敗・防御率3.46という成績であった。オフに400万円減となる推定年俸1600万円で契約を更改した。
2022年も開幕を二軍で迎えたが、4月5日に特例2022の代替指名選手として一軍へ昇格すると、4月9日の北海道日本ハムファイターズ戦、2点リードの6回裏からシーズン初登板。3回を2安打1失点に抑え、プロ初ホールドを挙げた。交流戦開始時点では11試合の登板で防御率1.88を記録していたが、交流戦では5登板中2試合で複数失点。リーグ戦再開直後の6月17日のソフトバンク戦でも中村晃に2点本塁打を打たれ、翌18日に出場選手登録を抹消された。7月18日に再登録されるも、8月9日のオリックス戦で打球を右手首に受けて降板し、翌10日に登録抹消。8月16日に特例2022の代替指名選手として一軍へ昇格したが、同23日のソフトバンク戦で3回8安打3四死球7失点を喫し、翌8月24日に出場選手登録を抹消された。その後の一軍再昇格は果たせずにシーズンを終え、この年は26試合の登板で2勝0敗3ホールド・防御率6.12という成績であった。オフに200万円減となる推定年俸1400万円で契約を更改した。
2023年は6月6日に出場選手登録され、翌7日の阪神タイガース戦でシーズン初登板となるも、1回4安打1四球5失点と振るわず、6月10日に登録抹消。7月22日に再登録されたが、同27日の日本ハム戦に登板したのみで翌7月28日に出場選手登録を抹消された。その後の一軍再昇格は果たせず、この年は2試合の登板で防御率18.90という成績に終わり、10月11日に球団から戦力外通告を受けた。その後、11月11日に自身のInstagramで現役引退を表明した。

### 引退後
引退後は「EAGLES BASEBALL GAME SHOW」や「J SPORTS STADIUM」（楽天主催試合）の解説者を務めている。

## 選手としての特徴・人物
- 最速152km/hのストレートを持ち味とし[66]、カットボール、フォーク、カーブ、シュートを投げる[2][67]。
- 対戦したい選手に同じHonda出身の長野久義を挙げている[68]。
- 高校、大学と一貫して野手としてのプレーを希望していたが、高校では馬淵史郎監督から2年の夏に投手テストさせられ、転向した。石橋の頭の中には「合格してしまったらどうしよう」という思いが巡ったという。野手への道を捨てきれずに大学でも内野手としてプレーするが、野手としての成績が振るわず、内田俊雄監督と話し合い投手に専念した[2]。
- 2019年シーズンはシュートの習得によって台頭した[67]。

## 詳細情報

### 年度別投手成績
| 年 度     | 球 団     | 登 板 | 先 発 | 完 投 | 完 封 | 無 四 球 | 勝 利 | 敗 戦 | セ 丨 ブ | ホ 丨 ル ド | 勝 率 | 打 者 | 投 球 回 | 被 安 打 | 被 本 塁 打 | 与 四 球 | 敬 遠 | 与 死 球 | 奪 三 振 | 暴 投 | ボ 丨 ク | 失 点 | 自 責 点 | 防 御 率 | W H I P |
| --------- | --------- | ----- | ----- | ----- | ----- | -------- | ----- | ----- | -------- | ----------- | ----- | ----- | -------- | -------- | ----------- | -------- | ----- | -------- | -------- | ----- | -------- | ----- | -------- | -------- | ------- |
| 2016      | 楽天      | 6     | 0     | 0     | 0     | 0        | 0     | 0     | 0        | 0           | ----  | 30    | 5.1      | 10       | 2           | 4        | 0     | 0        | 4        | 1     | 0        | 8     | 8        | 13.50    | 2.63    |
| 2019      | 楽天      | 28    | 19    | 0     | 0     | 0        | 8     | 7     | 0        | 0           | .533  | 535   | 127.1    | 116      | 20          | 35       | 0     | 6        | 71       | 5     | 0        | 60    | 54       | 3.82     | 1.19    |
| 2020      | 楽天      | 13    | 13    | 0     | 0     | 0        | 1     | 6     | 0        | 0           | .143  | 285   | 63.1     | 72       | 9           | 28       | 1     | 4        | 46       | 2     | 1        | 43    | 43       | 6.11     | 1.58    |
| 2021      | 楽天      | 3     | 3     | 0     | 0     | 0        | 0     | 1     | 0        | 0           | .000  | 56    | 13.0     | 12       | 2           | 6        | 0     | 1        | 4        | 2     | 0        | 5     | 5        | 3.46     | 1.38    |
| 2022      | 楽天      | 26    | 0     | 0     | 0     | 0        | 2     | 0     | 0        | 3           | 1.000 | 146   | 32.1     | 35       | 3           | 12       | 0     | 4        | 18       | 2     | 0        | 22    | 22       | 6.12     | 1.45    |
| 2023      | 楽天      | 2     | 0     | 0     | 0     | 0        | 0     | 0     | 0        | 0           | ----  | 18    | 3.1      | 8        | 1           | 1        | 0     | 0        | 2        | 0     | 0        | 7     | 7        | 18.90    | 2.70    |
| 通算：6年 | 通算：6年 | 78    | 35    | 0     | 0     | 0        | 11    | 14    | 0        | 3           | .440  | 1070  | 244.2    | 253      | 37          | 86       | 1     | 15       | 145      | 12    | 1        | 145   | 139      | 5.11     | 1.39    |

- 各年度の太字はリーグ最多

### 年度別守備成績
| 年 度 | 球 団 | 投手  | 投手  | 投手  | 投手  | 投手  | 投手     |
| 年 度 | 球 団 | 試 合 | 刺 殺 | 補 殺 | 失 策 | 併 殺 | 守 備 率 |
| ----- | ----- | ----- | ----- | ----- | ----- | ----- | -------- |
| 2016  | 楽天  | 6     | 1     | 0     | 0     | 0     | 1.000    |
| 2019  | 楽天  | 28    | 9     | 21    | 1     | 1     | .968     |
| 2020  | 楽天  | 13    | 2     | 10    | 0     | 2     | 1.000    |
| 2021  | 楽天  | 3     | 1     | 2     | 0     | 0     | 1.000    |
| 2022  | 楽天  | 26    | 1     | 6     | 0     | 1     | 1.000    |
| 2023  | 楽天  | 2     | 0     | 0     | 0     | 0     | ----     |
| 通算  | 通算  | 78    | 14    | 39    | 1     | 4     | .981     |

### 記録
初記録
投手記録
- 初登板：2016年3月26日、対福岡ソフトバンクホークス2回戦（楽天Koboスタジアム宮城）、7回表二死に2番手で救援登板、1/3回無失点
- 初奪三振：2016年3月27日、対福岡ソフトバンクホークス3回戦（楽天Koboスタジアム宮城）、10回表に今宮健太から空振り三振
- 初勝利：2019年3月31日、対千葉ロッテマリーンズ3回戦（ZOZOマリンスタジアム）、3回裏一死に2番手で救援登板、2回2/3無失点
- 初先発登板：2019年5月5日、対埼玉西武ライオンズ6回戦（メットライフドーム）、4回2失点で敗戦投手
- 初先発勝利：2019年5月26日、対オリックス・バファローズ12回戦（楽天生命パーク宮城）、5回1失点
- 初ホールド：2022年4月9日、対北海道日本ハムファイターズ2回戦（札幌ドーム）、6回裏に2番手で救援登板、3回1失点

打撃記録
- 初打席：2019年6月20日、対阪神タイガース3回戦（阪神甲子園球場）、3回表に髙橋遥人から見逃し三振

### 背番号
- 28（2016年[13] - 2017年）
- 028（2018年[19] - 同年7月26日）
- 94（2018年7月27日[20] - 2019年）
- 60（2020年[31] - 2023年）

## 関連情報

### メディア出演
ラジオ
- 石橋良太のバシッといきましょう（2024年6月17日 - 、ラジオ3） - 毎月第3月曜放送